# Улица Красного Знамени (Астрахань)
Улица Кра́сного Зна́мени — одна из улиц старой Астрахани в историческом районе Белый город. Идёт параллельно главной Советской улице с запада на восток. Начинается от улицы Тредиаковского у восточной стены Астраханского кремля, пересекает улицу Кирова и заканчивается у улицы Володарского. Застроена преимущественно каменными домами конца XIX — начала XX века. На улице сосредоточено большое количество баров, кафе и других подобных заведений

## История
Одна из старейших улиц города, с 1582 года ограничивала Посад с юга, проходя от восточной границы Астраханского кремля до восточной же границы острога. Как и башня кремля, расположенная напротив, улица носила название Архиерейской. В результате реконструкции, проведённой в 40-х годах XVIII века, Архиерейская улица была разделена на участки и перестала существовать как единое целое. Согласно генеральному плану города от 1769 года её направление изменялось, а сама улица выпрямлялась: начало было отнесено к югу от Архиерейской башни, а завершалась улица за Благовещенским монастырём. Сложилась окончательно Архиерейская улица к 1810-му году, её размер сократился до 206,5 саженей и она упиралась в Индейскую улицу (в настоящее время — улица Володарского). В это время она получила наименование Знаменской, так как рядом находилась церковь иконы Знамения Пресвятой Богородицы, название это сохранялось до 1920 года. Несмотря на то, что в 1856 году она в списке о наименовании улиц значилась Ордонанс-Гаузной, так как здесь находилась военная комендатура, сложное иностранное слово не прижилось, для обитателей города из низших сословий она продолжала оставаться Знаменской. В 1920 году старинное название улицы изменили на близкое, но имеющее новое значение — в честь революционного знамени — улицу Красного Знамени.
Улица в настоящее время состоит из зданий, которые строились, начиная с 1840-х годов. Из них: два объекта культурного наследия федерального значения (дома № 3 и 7 — усадьба Фёдорова) и девять — объекты культурного наследия регионального значения (дома № 1, 2, 4, 6—8, 9, 11, 12—14, 13, 16 — Палата государственных имуществ, присутственные места Калмыцкого управления и Калмыцкое мужское училище).